# Кыштымский район
Кыштымский район — административно-территориальная единица в составе Уральской и Челябинской областей, существовавшая в 1924—1930 и 1934—1948 годах. Административный центр — город Кыштым, позднее — село Кузнецкое.
Кыштымский район был образован в составе Свердловского округа Уральской области в 1924 году. В 1930 году Кыштымский район был упразднён, входившие в его состав сельсоветы были переданы в соседние районы, а посёлки Кыштым и Карабаш перешли в областное подчинение (утверждено ВЦИК РСФСР в 1932 году).
20 декабря 1934 года Кыштымский район был восстановлен в составе Челябинской области путём объединения территорий, подчинённых Кыштымскому и Карабашскому горсоветам. 10 января 1945 года Кыштымский район был переименован в Кузнецкий район, а города Кыштым и Карабаш выведены из его состава в областное подчинение. Центр района был перенесён в село Кузнецкое.
По данным 1945 года Кузнецкий район включал 6 сельсоветов: Губернский, Кузнецкий, Метлинский, Селезневский, Теченский и Черемшанский, а также рабочий посёлок Северный
21 октября 1948 года Кузнецкий район был упразднён, при этом Губернский, Кузнецкий и Селезневский с/с были переданы в состав Аргаяшского района, Метлинский с/с в состав Каслинского района, а рабочий
поселок Северный — в подчинение Кыштымскому горсовету.